# Lampranthus peacockiae
Lampranthus peacockiae är en isörtsväxtart som först beskrevs av L. Bol., och fick sitt nu gällande namn av L. Bol. Lampranthus peacockiae ingår i släktet Lampranthus och familjen isörtsväxter. Inga underarter finns listade i Catalogue of Life.